# Художественный музей на площади Пэриса Гибсона
Художественный музей на площади Пэриса Гибсона (англ. Paris Gibson Square Museum of Art, PGSMA) — это художественный музей, расположенный в Грейт-Фолсе, Монтана, в США. Здание было сооружено в 1896 году для размещения первой в городе старшей школы Грейт-Фолса (позже известной как Центральная старшая школа Грейт-Фолса). Старшая школа переехала в другой район в 1931 году, когда здание было переименовано в Среднюю школу имени Пэриса Гибсона. Средняя школа переехала в другое здание в 1975 году. В 1977 году в этом здании был образован Художественный музей на Площади Пэриса Гибсона. Это один из шести музеев города. Здание было внесено в Национальный реестр исторических мест в сентябре 1976 года.
Музей ориентируется в первую очередь на местное современное искусство. Большая часть коллекций состоит из произведений народного творчества, абстракционизма, постмодернизма и декоративно-прикладного искусства (например, ювелирных изделий). Помимо двух этажей галерей, музею принадлежит сад скульптур под открытым небом.